# Pylaemenes hainanensis
Pylaemenes hainanensis är en insektsart som beskrevs av Chen, S.C. och Yun He He 2008. Pylaemenes hainanensis ingår i släktet Pylaemenes och familjen Heteropterygidae. Inga underarter finns listade i Catalogue of Life.